# Sida fallax
Espèce
Classification phylogénétique
Sida fallax est une espèce de plante herbacée à fleurs de la famille des Malvaceae.
Elle est originaire du Pacifique, notamment d'Hawaï. Elle y était utilisée pour fabriquer les lei, les colliers de fleurs hawaïens.
Les fleurs sont petites, approximativement 2 à 2,5 cm de diamètre, avec cinq pétales et sont de couleur jaune d'or. Les plants peuvent être dressés ou prostrés. Elle pousse en terrains secs et sablonneux, souvent près de l'océan.